# Lycianthes aurigera
Lycianthes aurigera är en potatisväxtart som beskrevs av Standley och L. O. Williams. Lycianthes aurigera ingår i Himmelsögonsläktet som ingår i familjen potatisväxter. Inga underarter finns listade i Catalogue of Life.